# Ütükyurdu, Zara
Ütükyurdu là một xã thuộc huyện Zara, tỉnh Sivas, Thổ Nhĩ Kỳ. Dân số thời điểm năm 2011 là 136 người.